# Дони Хатауей
Дони Едуард Хатауей (на английски: Donny Edward Hathaway) е американски соул, блус и госпел (откакто е навършил 3 години) певец и музикант. Според Националното публично радио, той не е джазмен, но упражнява влияние върху джаз изпълнители с композиционното и певческото си творчество, както и с владеенето на клавирните инструменти. Подписва договор с Атлантик Рекърдс през 1969 г. След първия му сингъл за компанията Аткоу, т.нар. The Ghetto, Part I от началото на 1970 година, списание Ролинг Стоун го регистрира като „голяма нова сила в соул музиката“. Прави популярни колаборации с Робърта Флек, които се представят убедително в класациите, и печели награда Грами за „Най-добро поп изпълнение на дует или група с вокали“ за дуета Where Is the Love от 1973 година.